# 多马坦拉绍塞
多马坦拉绍塞（法語：Dommartin-la-Chaussée，法語發音：[dɔmaʁtɛ̃ la ʃose]）是法国默尔特-摩泽尔省的一个市镇，属于图勒区。

## 地理
多马坦拉绍塞（49°0'41"N, 5°51'44"E）面积2.71 平方千米，位于法国大東部大區默尔特-摩泽尔省，该省份为法国东北部内陆省份，是洛林的一部分，北邻比利时、卢森堡，北起顺时针与摩泽尔省、下莱茵省、孚日省和默兹省接壤。
与多马坦拉绍塞接壤的市镇（或旧市镇、城区）包括：沙雷、当维图、阿热维尔、圣于连莱戈尔兹。

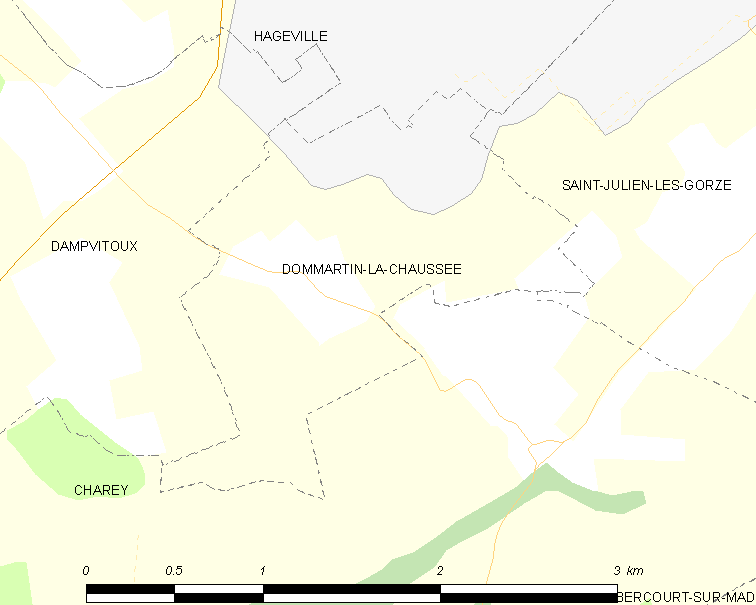
多马坦拉绍塞的OSM定位图

多马坦拉绍塞的时区为UTC+01:00、UTC+02:00（夏令时）。

## 行政
多马坦拉绍塞的邮政编码为54470，INSEE市镇编码为54166。

## 政治
多马坦拉绍塞所属的省级选区为北图卢瓦县。

## 人口

1962-2008年间多马坦拉绍塞人口变化图示

多马坦拉绍塞于2022年1月1日时的人口数量为27人。